# Incilius marmoreus
Incilius marmoreus é uma espécie de anfíbio anuro da família Bufonidae. É considerada espécie pouco preocupante pela Lista Vermelha do UICN. É endémica do México.